# Иванков (Винницкая область)
Иванков (укр. Іванків) — село на Украине, находится в Ямпольском районе Винницкой области.
Код КОАТУУ — 0525684602. Население по переписи 2001 года составляет 271 человек. Почтовый индекс — 24540. Телефонный код — 4352.
Занимает площадь 2,01 км².

## История
В 1946 году указом ПВС УССР село Янкулов переименовано в Иванков.

## Адрес местного совета
24540, Винницкая область, Ямпольский р-н, с. Севериновка, ул. Ленина, 7